# Igrzyska bałtyckie
Igrzyska bałtyckie – multidyscyplinarne zawody sportowe, które odbyły się w 1993 i 1997 roku. Idea rozgrywania zawodów narodziła się w roku 1988. Impreza borykała się z problemami organizacyjnymi i ponieważ nie znaleziono chętnego do przeprowadzenia zawodów w 2001 roku postanowiono o zaprzestaniu organizacji igrzysk. 

## Edycje
| Edycja | Gospodarz | Data                |
| ------ | --------- | ------------------- |
| 1993   | Tallinn   | 22 czerwca–13 lipca |
| 1997   | Kowno     | 28 czerwca–6 lipca  |